# Китайський Тайбей

Прапор Китайського Тайбея на Олімпійських іграх

Прапор Китайського Тайбея на Паралімпійських іграх

«Кита́йський Тайбей» (англ. Chinese Taipei) — назва, яку використовує Республіка Китай для участі в деяких міжнародних організаціях і майже у всіх спортивних змаганнях, як-от Олімпійські ігри, Азійські ігри і Універсіада. Міжнародна спільнота широко використовує термін «Китайський Тайбей» через низку угод, що випливають зі складностей політичного статусу Китайської Республіки і її міжнародних відносин. По-перше, КНР заперечує проти використання терміна «Китайська Республіка», оскільки це може трактуватися як визнання легітимності уряду, який КНР вважає неіснуючим, й існування двох Китаїв. По-друге, КНР заперечує проти використання назви «Тайвань», оскільки це свідчить про те, що Тайвань виступає як суб'єкт окремо від КНР. Китайська Республіка і КНР вважають себе єдиним законним урядом усього Китаю, включно з Тайванем.

## Історія появи терміна
Термін з'явився в 1979 році як компромісний варіант, що влаштував Китайську Республіку і КНР. Важливу роль відіграло те, що в китайській мові для слова «китайський» існує два окремі прикметники. У КНР термін «Китайський Тайбей» перекладають, вживаючи прикметник «чжунґо» (кит. трад. 中國臺北, спр. 中国台北, піньїнь: Zhōngguó Táiběi, акад. Чжунґо Тайбей), тобто китайський, що належить до китайської держави, а в Китайській Республіці — «Чжунхуа» (кит. трад. 中華臺北, спр. 中华台北, піньїнь: Zhōnghuá Táiběi, акад. Чжунхуа Тайбей, буквально «що належить до китайського народу»).